# روگ انترتینمنت
روگ انترتینمنت (به انگلیسی: Rogue Entertainment) یک شرکت توسعه‌دهنده بازی ویدئویی مستقر در دالاستگزاس بود که در اواخر دهه ۱۹۹۰ فعالیت داشت. شرکت توسط ریچ فلایدر، استیو ماینس و جیم مولینتس در سال ۱۹۹۴ تأسیس شد. دفتر روگ انترتینمنت در همان ساختمان اید سافت‌ویر بود، همه بازی‌های آنها از موتورهای بازی ساخته شده توسط اید سافت‌ویر استفاده می‌کرد و دو بازی آنان، بسته‌های الحاقی مجموعه لرزش بودند. اولین بازی این شرکت، Strife: Quest for the Sigil، به عنوان نرم‌افزار اشتراکی در ۲۳ فوریه ۱۹۹۶ منتشر شد که نسخه فیزیکی آن بعداً در ۳۱ مه ۱۹۹۶ منتشر شد. بسیاری از کارمندان سابق روگ انترتینمنت پس از تعطیلی به Nerve Software منتقل شدند.

## بازی‌های توسعه داده
- Strife (1996) (PC)
- Quake Mission Pack No. 2: Dissolution of Eternity (1997) (PC)
- Quake II Mission Pack: Ground Zero (1998) (مایکروسافت ویندوز)
- لرزش ۲ (۱۹۹۹) (نینتندو ۶۴)[۲]
- American McGee's Alice (2000) (مایکروسافت ویندوز)
- کانتر استرایک کاندیشن زیرو (هرگز منتشر نشد و پروژه به ولو منتقل شد که بعداً به گیرباکس سافت‌ور داده شد)[۳][۴]